# Rosita Vai
Rosita Vai (ur. 4 czerwca 1981 r. w Wellington, Nowa Zelandia) – nowozelandzka piosenkarka odkryta w programie Idol.

## Dyskografia

### Albumy studyjne
- Golden (2005)

### Single
- 2005 - "All I Ask"
- 2008 - "Could This Be?"
- 2008 - "Set Me Free"